# Domorodec

Laponská (sámská) rodina v severním Norsku, konec 19. století

Domorodec (též aborigén, od angl. slova aboriginal, tj. domorodec), je původní obyvatel krajiny neboli její praobyvatel. Bývá obvykle historicky a kulturně spjat se svým územím a vyčleňuje se od okolních obyvatel anebo od většinového či přistěhovalého obyvatelstva. Tito obyvatelé jsou takto charakterizováni díky dodržování tradic, které jsou specifické pro danou oblast. Tento charakteristický znak však nesdílí všichni domorodci, jelikož se někteří adaptovali moderní době (např. technologie, oblečení). Původní obyvatelstvo je možné nalézt všude po světě.
Jedním z největších problémů těchto národů je ohrožení jejich suverenity, ekonomické jistoty a přístupu k životně důležitým zdrojům (voda, jídlo). Těmto hrozbám se snaží předcházet několik mezinárodních organizací jako OSN, Mezinárodní organizace práce nebo Světová banka. OSN vydala Deklaraci o právech původního obyvatelstva (anglicky UNDRIP), ve které vede členské státy k dodržování práv domorodých národů a zachování jejich kultury, národní identity, jazyka, přístupu ke vzdělání, zdravotnické péči a přírodním zdrojům.
Mezinárodní den původního obyvatelstva se slaví každý rok 9. srpna.

## Rozdělení
Domorodé národy můžeme rozdělit na dva typy:
- Usedlé – jsou spojovány pouze s jedním místem (např. indiáni, Eskymáci)
- Kočovné (nomádské) – putují z místa na místo v rámci jedné kultury, ke které patří (např. Mongolové) [2]

## Definice

### Národní definice
Každý stát definuje domorodce jinak. Mezi původní obyvatelstvo mohou být zahrnováni i ti, jejichž předci byli původní obyvatelé daného regionu, kteří zde žili před příchodem kolonizátorů, ale nadále dodržují tradice národa. Tito domorodci jsou takto definováni i přesto, že již nemusí žít na původně obývaném území (přemístění). 
Vztah mezi státem a původním obyvatelstvem je poněkud složitý. Domorodci jsou takřka bez možnosti rozhodovat sami o sobě na území daného státu, jelikož jsou izolováni a jedná se o uzavřenou komunitu lidí. Jejich možnost podílet se na politických rozhodnutích, které se mohou týkat jich samých či jejich území, je prakticky nulová. Tato situace přetrvává i v případě, kdy je původních obyvatel více než ostatních obyvatel regionu. Hlavním problémem tedy zůstává nemožnost jejich účasti na rozhodování o legislativních procesech týkajících se jich samotných.

### Definice OSN
V roce 1982 OSN přijala definici původního obyvatelstva podle José R. Martínez-Coboa. Tato definice má několik nedostatků, jelikož se týká pouze kolonizovaných populací, nikoliv těch izolovaných.
„Domorodé komunity a národy jsou ty, které mají historickou kontinuitu s preinvazivními a pre-koloniálními společnostmi, které se rozvíjely na svých územích, považují se za odlišné od ostatních sektorů společností, které dnes převládají na těchto územích nebo na jejich částech. V současné době tvoří nedominantní odvětví společnosti a jsou odhodláni zachovat, rozvíjet a předávat budoucím generacím své původní území a svou etnickou identitu jako základ pro jejich další existenci jako národa v souladu s vlastními kulturními vzory, sociálními institucemi a právními systémy.“ 

## Výskyt
V Evropě se původní obyvatelé vyskytují pouze v okrajových oblastech, neboť většina národů je zde na podobné kulturní úrovni a jsou také v jistém smyslu „domorodé“. Typickým příkladem evropských původních obyvatel jsou Laponci (Sámové), žijící ve Skandinávii a Finsku, a také některá etnika, existující na území Ruska. Na ostatních kontinentech jsou to v Americe indiáni (oficiálně v USA Native Americans, „domorodí Američané“), v Austrálii a Oceánii Austrálci, Maorové a Papuánci, v Africe různé bantuské kmeny ve vztahu k Evropanům a Křováci, Pygmejové a Twa ve Rwandě ve vztahu k Bantuům (tito domorodci v současnosti trpí nejvíce vykořisťováním a zotročováním většinovými obyvateli afrických zemí) a v Asii jsou to např. pralesní Veddové na Srí Lance, Negritové v jihovýchodní Asii nebo tchajwanští domorodci.
Na Andamanských ostrovech se také nacházejí domorodí Negritové (Andamanci), žijící zde v izolaci již desetitisíce let. Všichni jsou akutně ohroženi vyhubením, kromě jedné zcela izolované populace na ostrově North Sentinel (Sentinelci).